# West-Tripura
West-Tripura is een district van de Indiase staat Tripura. In 2001 telde het district 1.530.531 inwoners op een oppervlakte van 2997 km². De oostelijke en zuidelijke delen splitsten zich in 2012 echter af en vormen sindsdien respectievelijk de districten Khowai en Sipahijala. De hoofdplaats van West-Tripura is Agartala, dat tevens de hoofdstad is van de gehele staat Tripura.
Dhalai · Gomati · Khowai · Noord-Tripura · Sipahijala · Unakoti · West-Tripura · Zuid-Tripura